# Alix de França
Alix de França (França, 1150 - 1195) fou princesa del Regne de França i comtessa consort de Blois (1164-1191). Fou la segona filla del rei Lluís VII de França i la seva primera esposa Elionor d'Aquitània. Era neta per línia paterna de Lluís VI de França i Adelaida de Savoia, i per línia materna de Guillem X d'Aquitània i Elionor de Chatellerault. Fou germana gran, per part de mare, dels futurs reis d'Anglaterra Ricard Cor de Lleó i Joan sense Terra. Es va casar el 1164 amb el comte Teobald V de Blois, convertint-se en la seva segona esposa. D'aquest matrimoni tingueren: 
- l'infant Teobald de Blois, mort jove
- l'infant Lluís I de Blois (?-1205), comte de Blois, Chartres i Clermont
- la infanta Margarida de Blois (1170-1230), comtessa de Blois
- la infanta Adelaida de Blois, abadessa de Fontevrault
- la infanta Isabel de Blois (?-1248), comtessa de Chartres
- l'infant Enric de Blois, mort jove
- l'infant Felip de Blois, mort jove